# Nhà thờ Chính tòa Gniezno
Nhà thờ Chính tòa Hoàng gia Gniezno, tên đầy đủ là Vương cung thánh đường Đức Mẹ Đồng Trinh Maria lên trời và đền Thánh Adalbert, (tiếng Ba Lan: Bazylika Archikatedralna Wniebowzięcia Najświętszej Marii Panny i Sanktuarium św. Wojciecha) là một nhà thờ được xây bằng gạch, mang phong cách Gothic, nằm tại thành phố lịch sử Gniezno của Ba Lan. Nhà thờ từng là nơi diễn ra lễ đăng quang của nhiều quốc vương Ba Lan, đồng thời cũng là nơi ngự trên ngai vàng của các Đức Giám mục Ba Lan trong suốt 1000 năm. Trải qua thời gian lịch sử đằng đẵng và bi thương mà nhà thờ vẫn giữ được dáng vẻ nguyên vẹn. Chính điều này đã khiến nhà thờ Chính tòa Gniezno trở thành một trong những di tích lịch sử linh thiêng và lâu đời nhất tại Ba Lan.
Nhà thờ nổi tiếng với hai thánh tích có niên đại từ thế kỷ 12 đó là: Cánh cổng bằng đồng minh họa cảnh tượng tử vì đạo của Thánh Adalbert và rương bạc đựng thi hài của Thánh. Chiếc rương được làm bằng bạc nguyên chất, bởi Peter von der Rennen vào năm 1662, sau khi chiếc rương ban đầu, do chính vua Sigismund III Vasa thiết lập năm 1623, đã bị quân giặc đánh cắp vào năm 1655, trong cuộc xâm lăng của Thụy Điển.
Nhà thờ chính thức trở thành Di tích Lịch sử Quốc gia của Ba Lan (Pomnik historyi) vào ngày 16 tháng 9 năm 1994 và được quản lý bởi Ủy ban Di sản Quốc gia Ba Lan.

## Thời hiện đại
Năm 1809, quân đội Pháp đã thiết lập một kho quân khí ngay trong nhà thờ và chỉ bị dỡ bỏ khi đại quân của Napoléon rời đi. Sang đến năm 1931, Đức Giáo Hoàng Piô XI đã tôn phong nhà thờ thành Tiểu Vương cung thánh đường. Sau cuộc tấn công Ba Lan vào năm 1939, Đức Quốc xã đã biến nhà thờ thành một phòng hòa nhạc. Đến năm 1945, nhà thờ lại phải hứng chịu một trận hỏa hoạn do bị Hồng quân chủ ý pháo kích. Sau trận pháo kích của quân Liên Xô, nhà thờ đã bị hư hại toàn bộ phần mái vòm Gothic cùng những cây đại phong cầm và cả các chi tiết kiến trúc lịch sử bên trong.
Vào đầu những năm 1950 và 1960, nhà thờ đã được đại trùng tu lại theo phong cách kiến trúc Gothic. Theo đó, các yếu tố nghệ thuật Baroque đã bị loại bỏ khỏi không gian chính điện để tạo dựng lại một diện mạo trung cổ hơn. Đặc biệt, việc tái thiết theo phong cách Gothic còn là để mô phỏng lại nhà thờ trong thời kỳ diễn ra lễ đăng quang của các quốc vương Ba Lan tám trăm năm trước. Ngày 3 tháng 6 năm 1979, Giáo hoàng Gioan Phaolô II đã đến viếng thăm nhà thờ chính tòa Gniezno.

## Lễ đăng quang tại nhà thờ
- Ngày 18 tháng 4 năm 1025 – Vua Bolesław I Dũng cảm của Ba Lan
- Ngày 25 tháng 12 năm 1025 – Vua Mieszko II Lambert của Ba Lan cùng Vương hậu Richensa xứ Lotharingia
- Ngày 25 tháng 12 năm 1076 – Vua Bolesław II Hung tàn của Ba Lan và Vương hậu Wyszesława của Kiev
- Ngày 26 tháng 6 năm 1295 – Vua Przemysł II của Ba Lan và Vương hậu Margaret xứ Brandenburgia
- Tháng 8 năm 1300 – Vua Wenceslaus II xứ Bohemia

## Bộ sưu tập

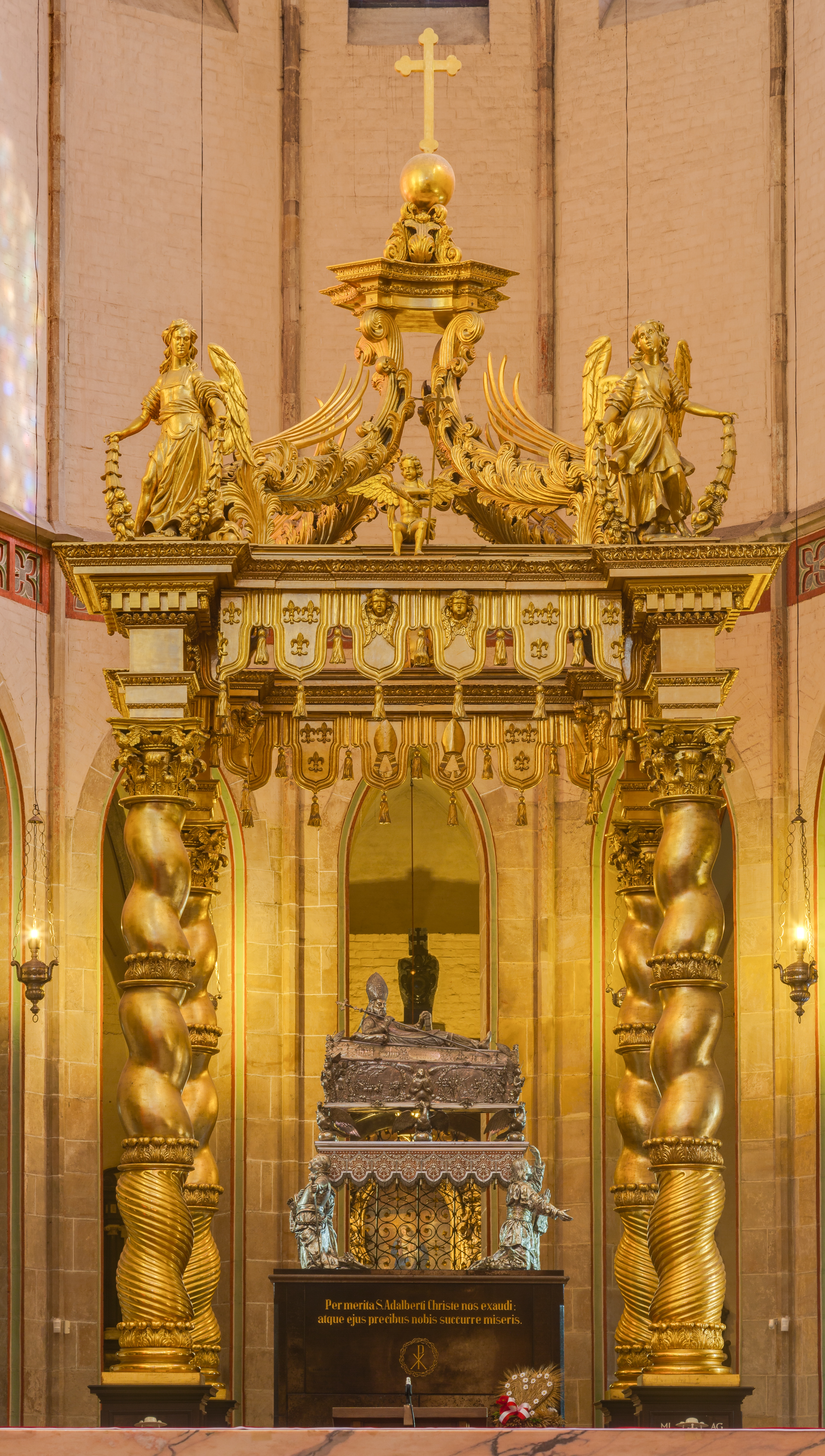
Rương đựng thánh tích Thánh Adalbert của Praha
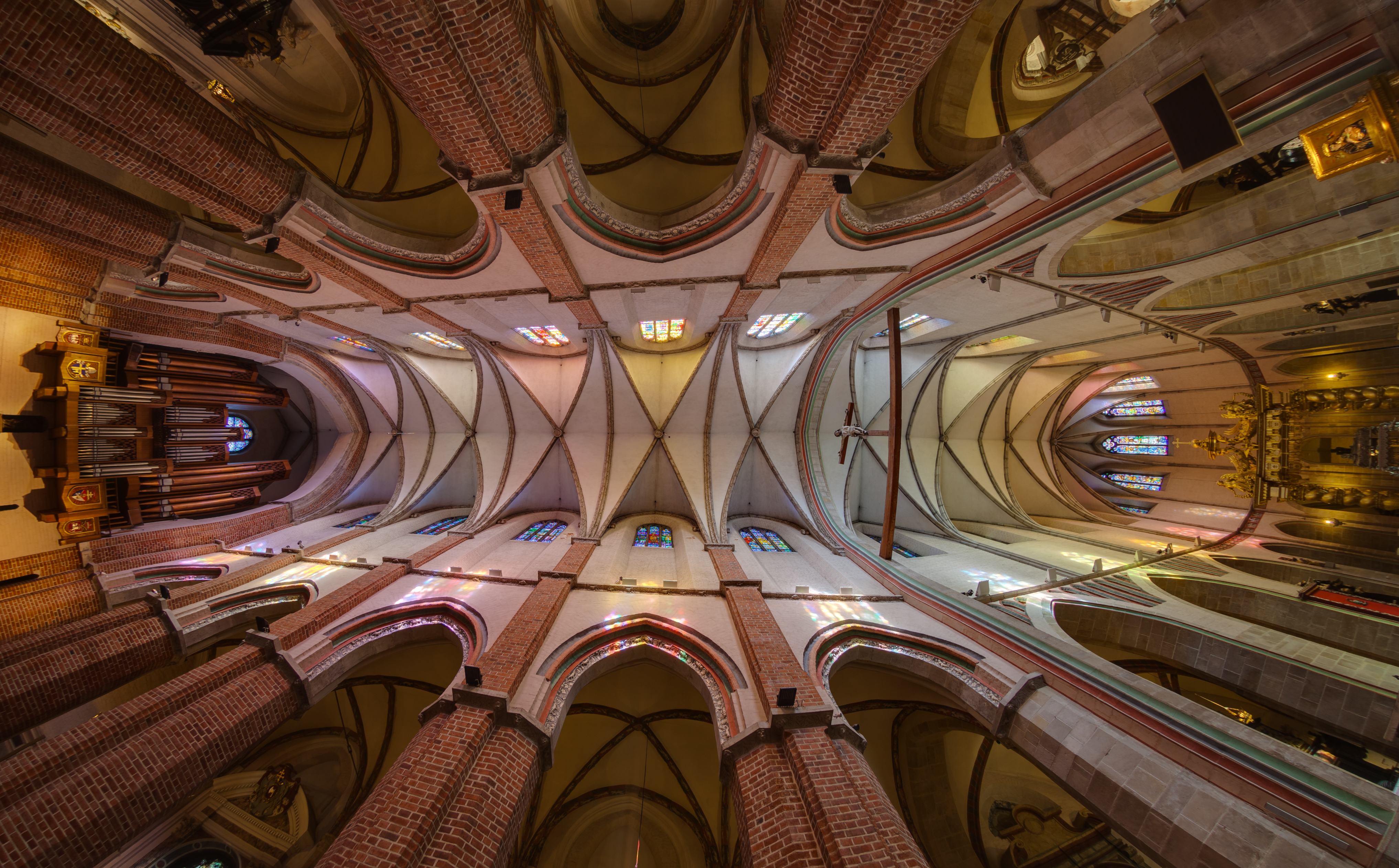
Bích họa trên mái vòm của nhà nguyện
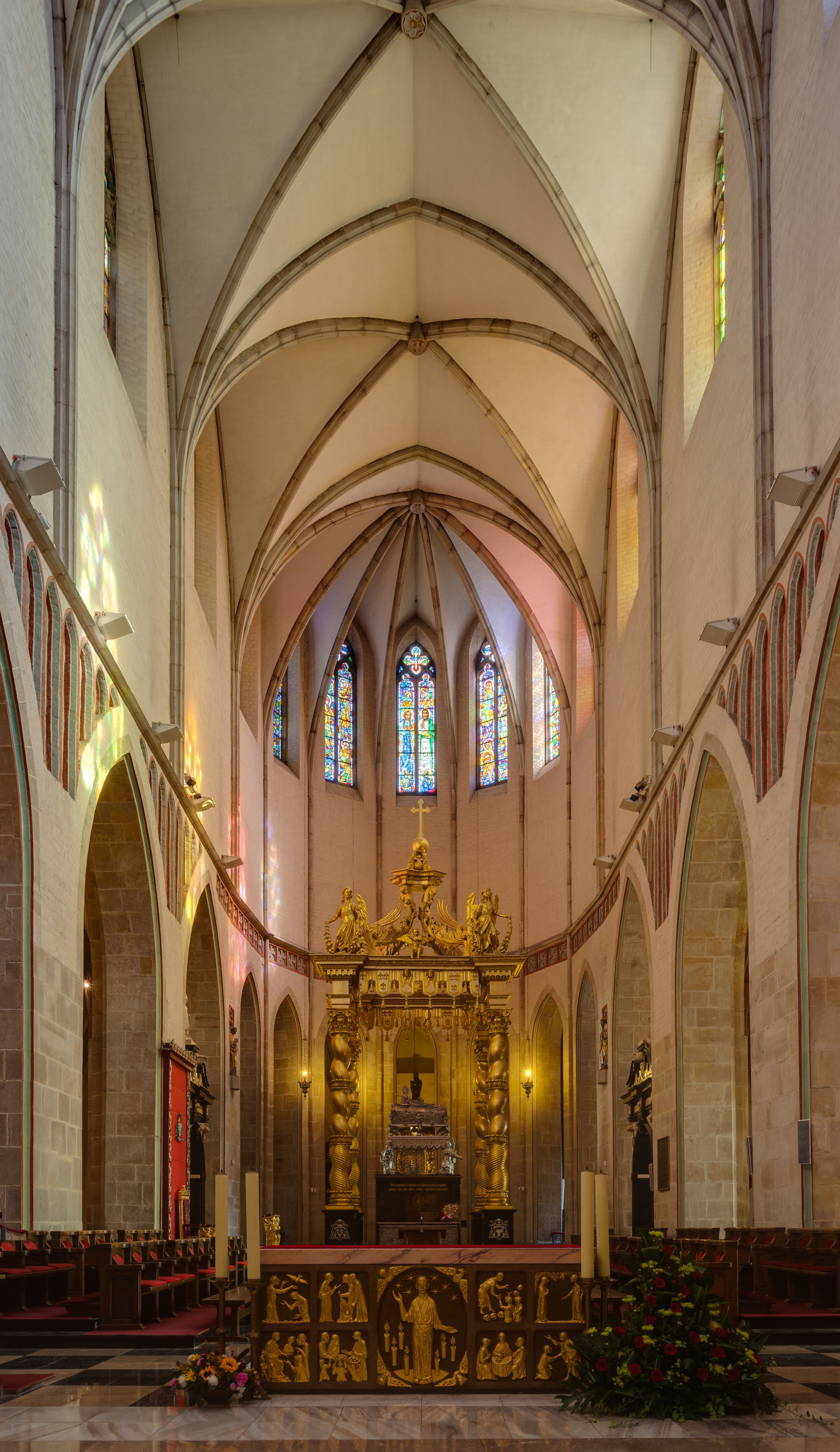
Không gian bên trong nhà thờ
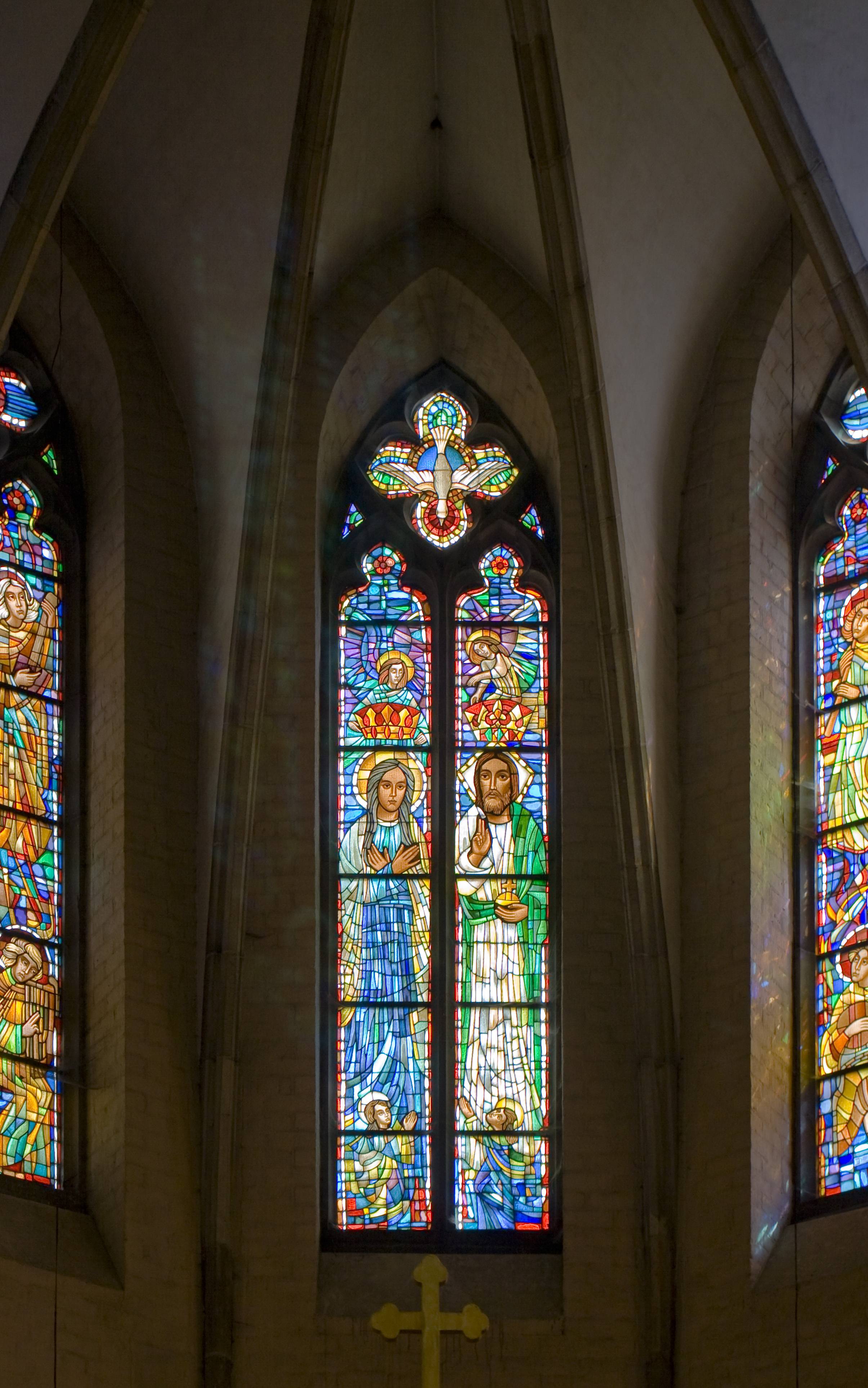
Cửa sổ kính màu
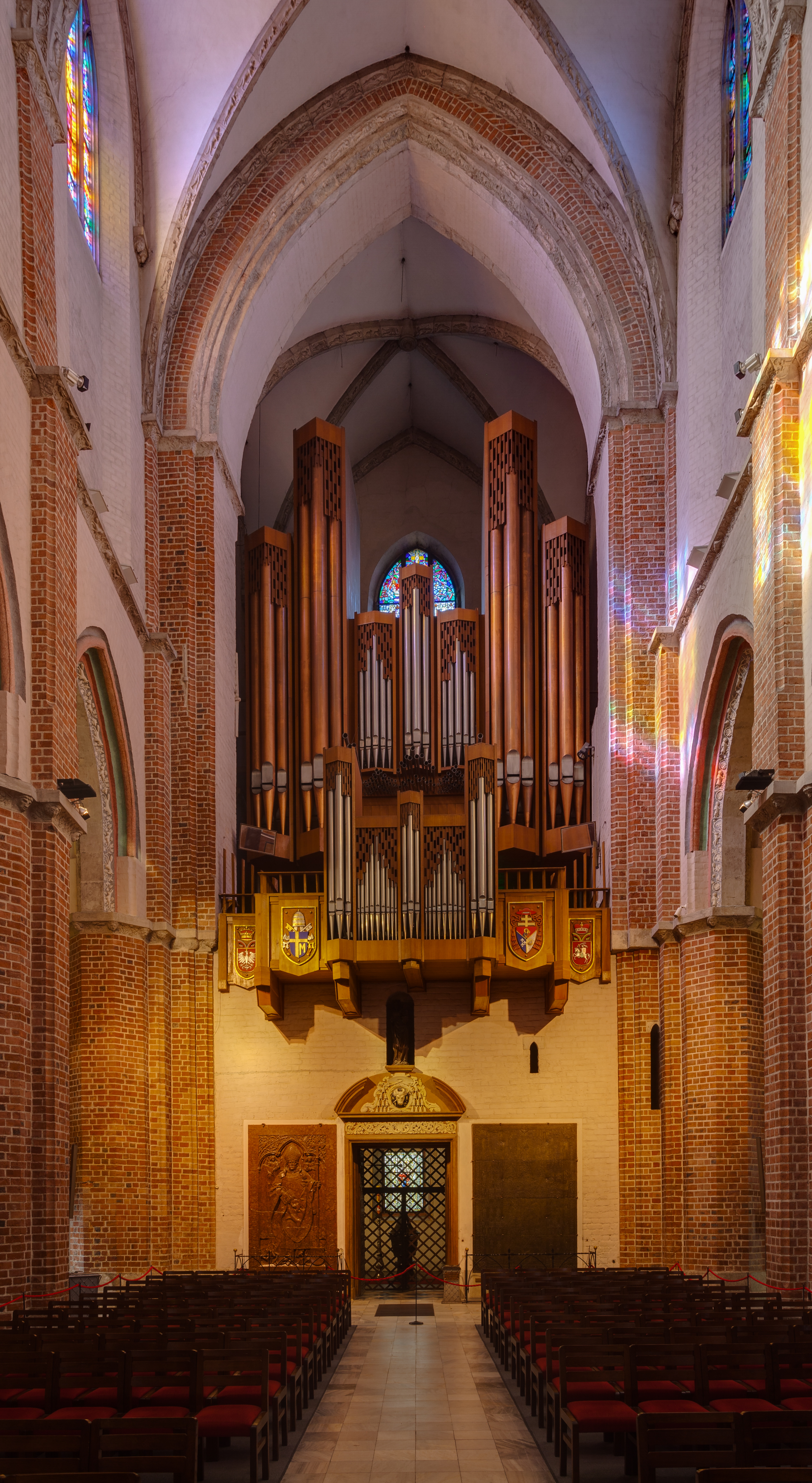
Cây đại phong cầm
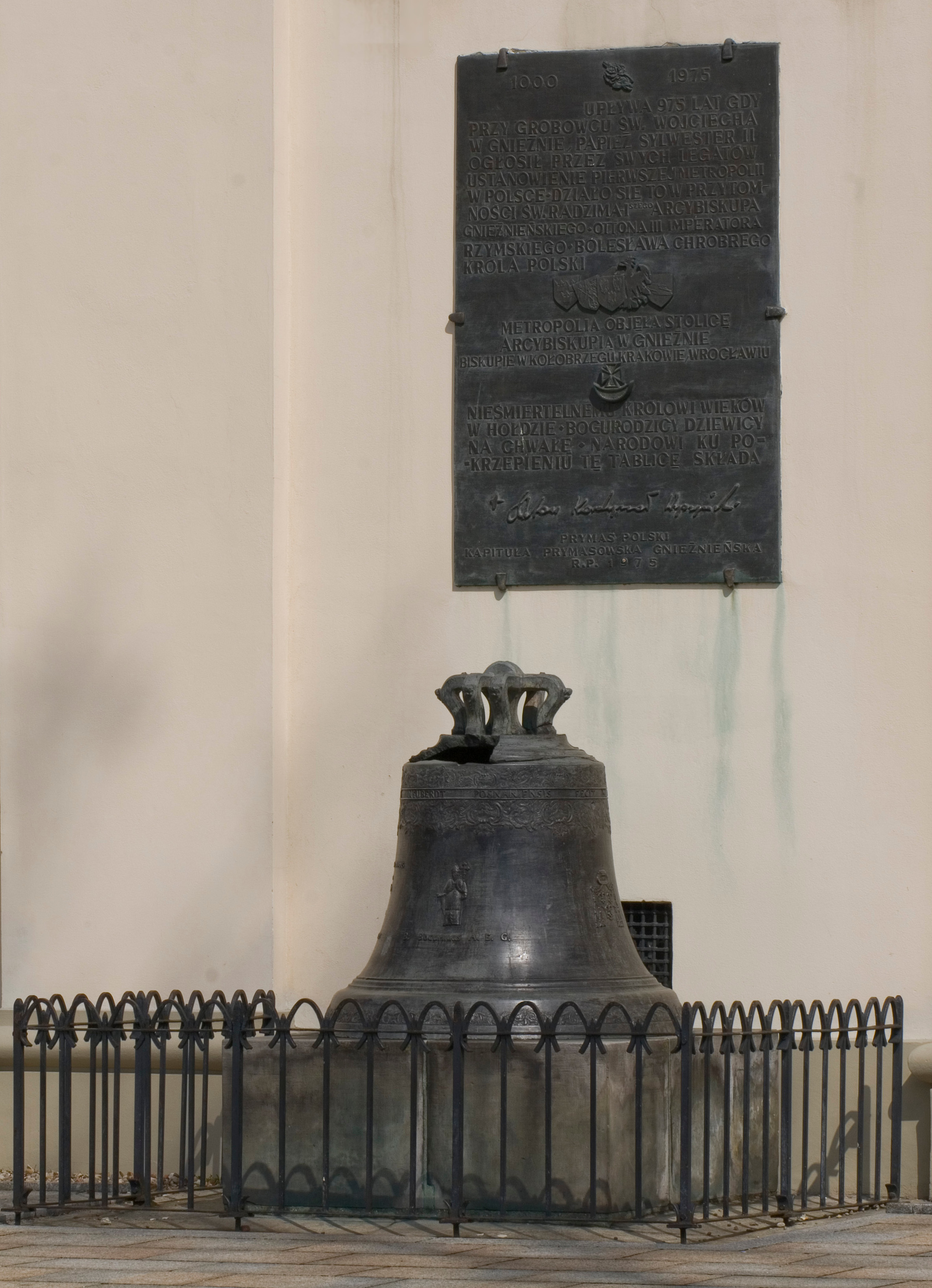
Chuông nhà thờ được trưng bày ở bên ngoài
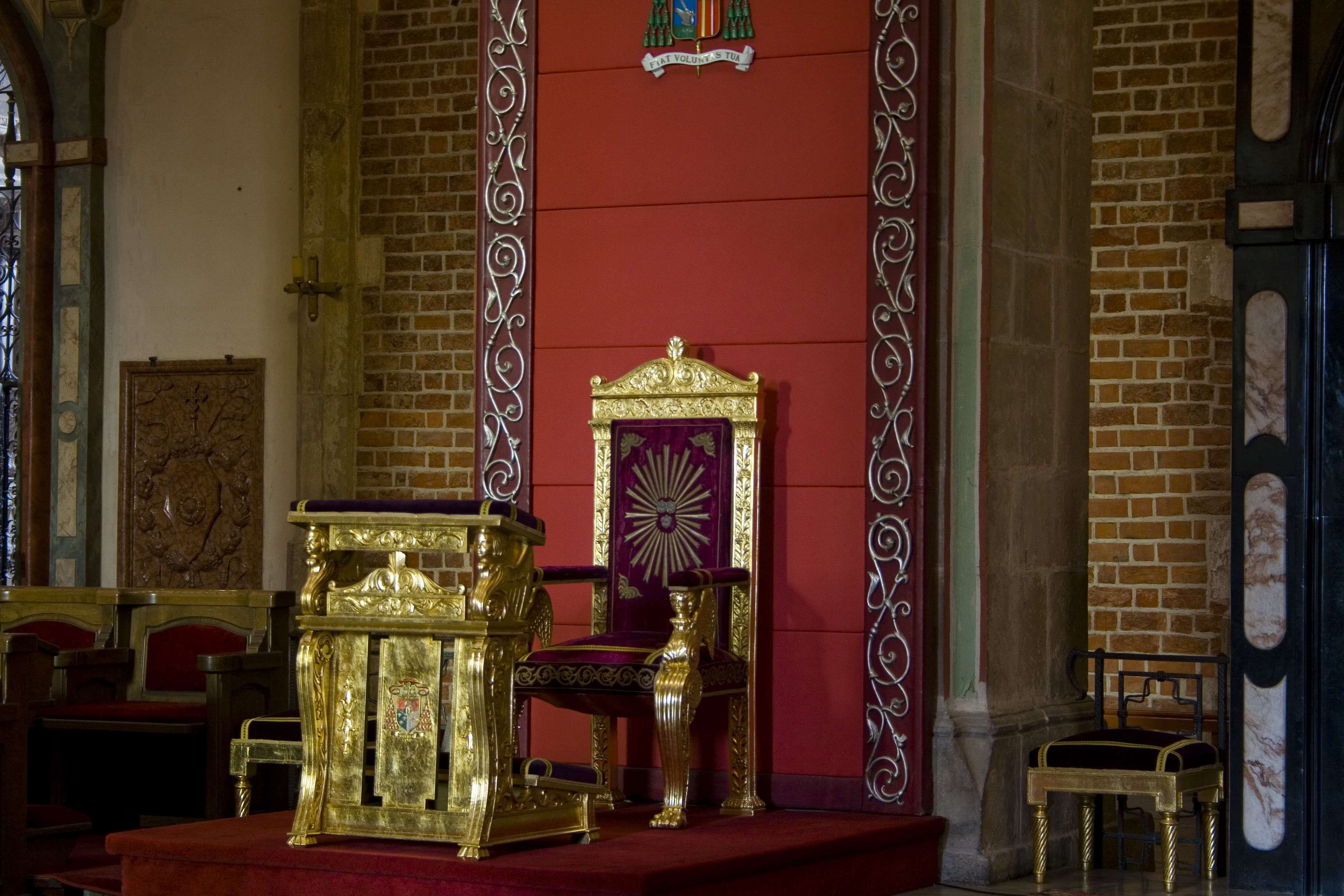
Ngai vàng của Đức giám mục
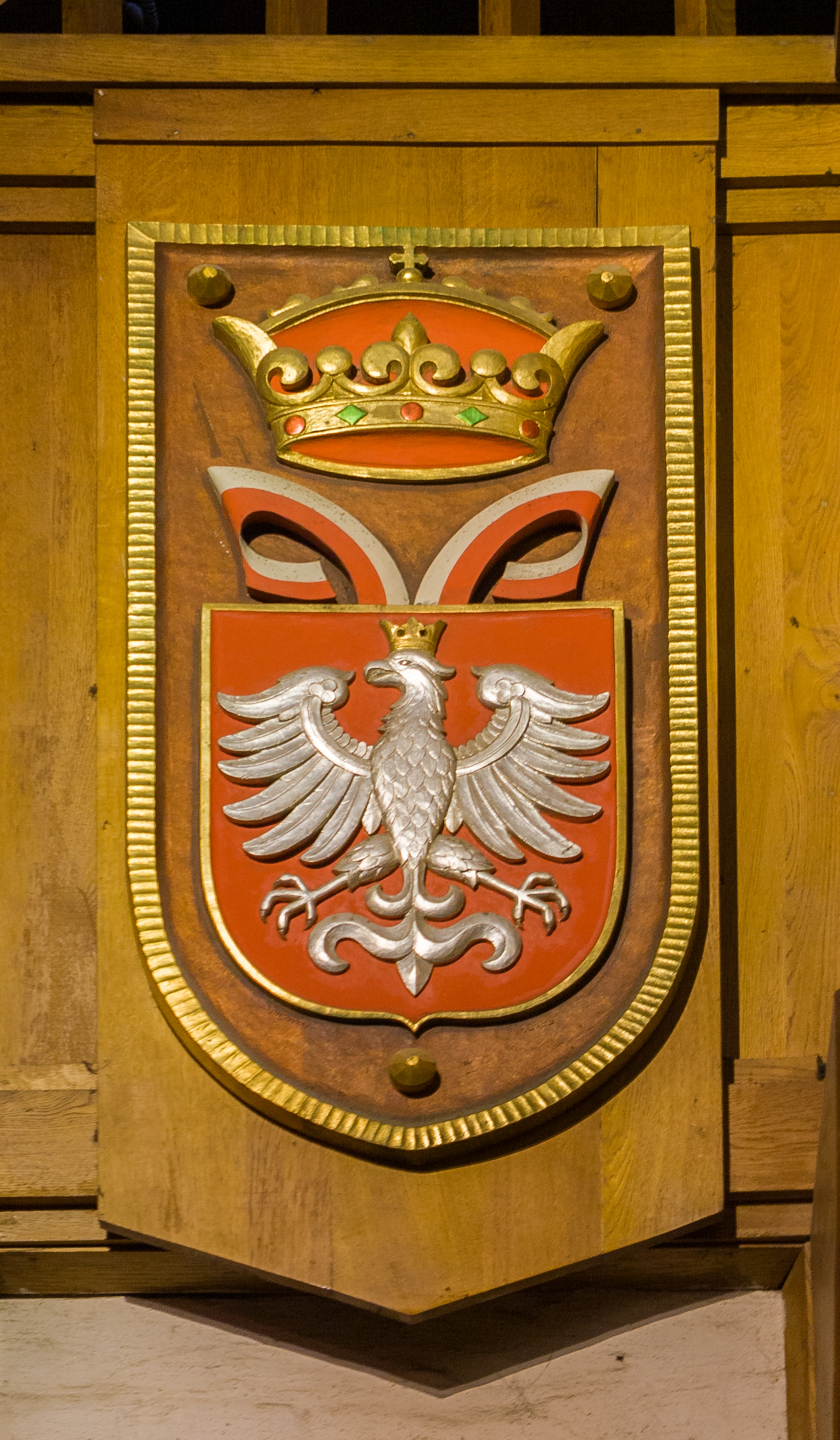
Quốc huy Ba Lan trong nhà thờ
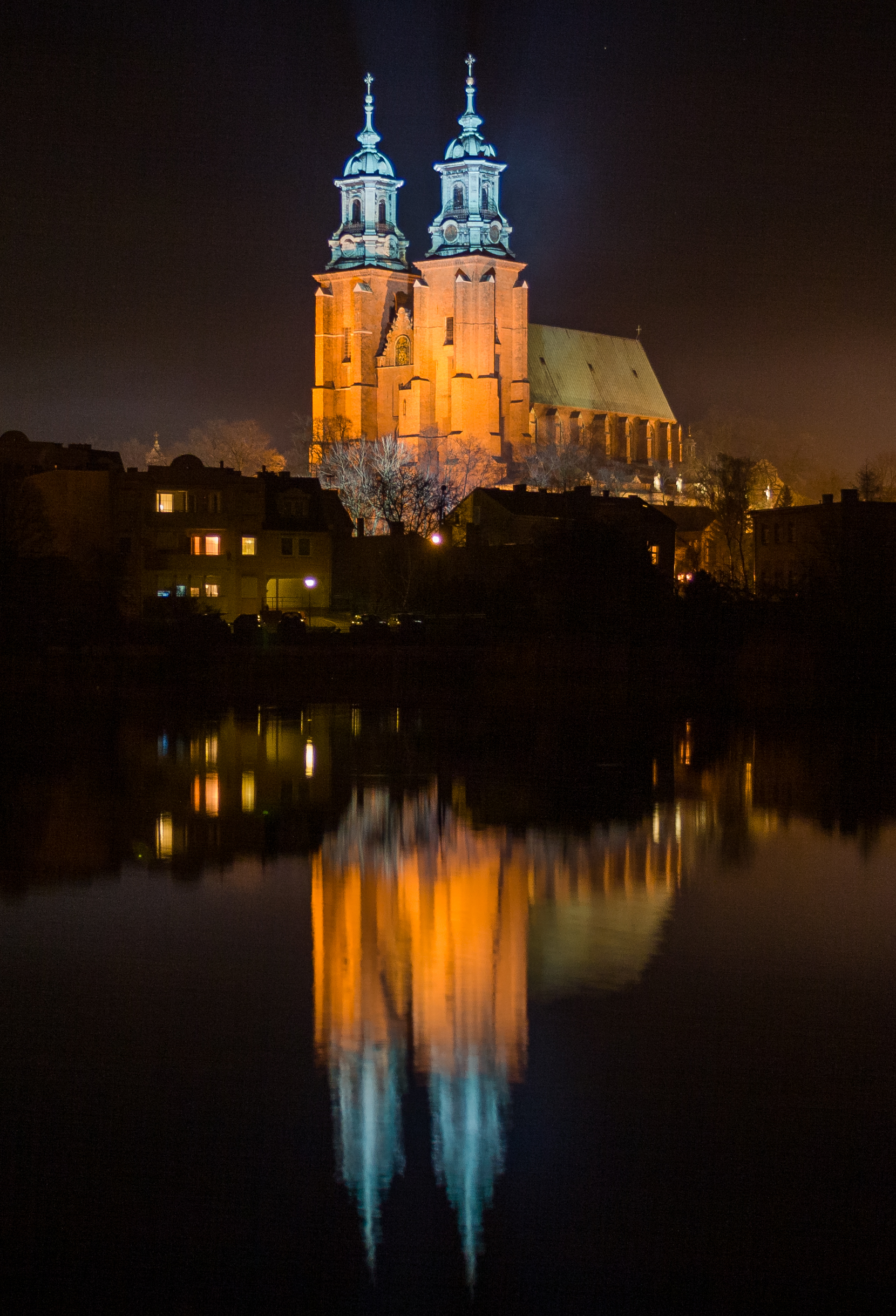
Hình ảnh nhà thờ phản chiếu xuống mặt nước trong đêm
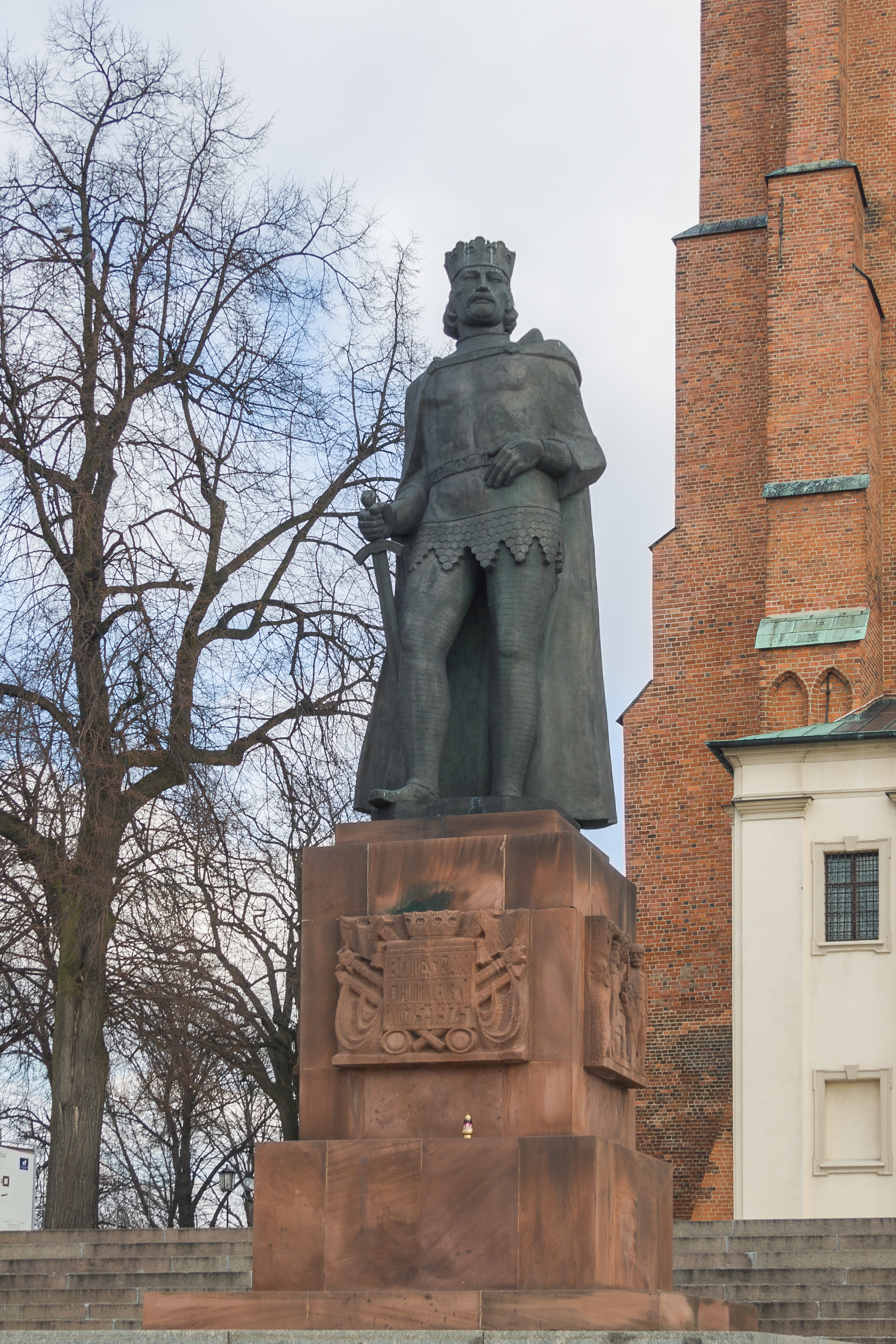
Tượng vua Bolesław I Dũng cảm của Ba Lan

## Cổng thông tin điện tử
http://www.archidiecezja.pl/panorama/katedra360/index.html Lưu trữ ngày 17 tháng 7 năm 2020 tại Wayback Machine